# E-Rechnung an den Bund
Die e-Rechnung an den Bund (ERB) ist ein Datenübertragungsverfahren, das in Österreich zur Übermittlung von Rechnungen an die Bundesverwaltung vorgeschrieben ist. Zweck des Verfahrens ist die Senkung der Kosten im bundeseigenen Rechnungswesen. Mit Stichtag 1. Jänner 2014 müssen die etwa 60.000 Lieferanten und Vertragspartner des Bundes ihre Rechnungen in strukturierter Form elektronisch in einem bestimmten Format einbringen. Das Projekt „E-Rechnung an den Bund“ regelt sowohl die erlaubten Datenformate (ebInterface und das PEPPOL-Format), die Möglichkeiten der elektronischen Übermittlung sowie die Rückmeldungen der Behörde. Papierrechnungen werden nicht mehr angenommen.

## Rechtliche Grundlagen
Das § 2 Abs. 2 des IKT-Konsolidierungsgesetzes schreibt die verpflichtende Übermittlung von e-Rechnungen im Waren- und Dienstleistungsverkehr an den Bund ab 1. Jänner 2014 vor. Eine elektronische Rechnung ist eine Rechnung, die in einem elektronischen Format ausgestellt, gesendet, empfangen und verarbeitet wird und zumindest die im § 11 Abs. 1 UStG 1994 genannten Rechnungsmerkmale enthält.
Ausländische Vertragspartner sind laut § 5 Abs. 3 des IKT-Konsolidierungsgesetzes nur nach Maßgabe der technischen Möglichkeiten zur Ausstellung und Übermittlung von e-Rechnungen verpflichtet. Papier-Rechnungen werden daher auch weiterhin akzeptiert. Um ausländischen Vertragspartnern dennoch einen Zugang zu ermöglichen, wurde eine Anbindung an PEPPOL geschaffen, über die e-Rechnungen im Format PEPPOL UBL 2.0 eingeliefert werden können.
Ein ausländischer Vertragspartner mit einer Betriebsstätte in Österreich gilt als österreichischer Vertragspartner und fällt daher unter die e-Rechnungs-Pflicht.

## Technische Voraussetzungen
ebInterface ist der österreichische XML-Standard für rechtskonforme elektronische Rechnungen. Er soll österreichischen Unternehmen nicht nur eine vollautomatische, gesetzeskonforme elektronische Rechnungserstellung, sondern auch einen vollautomatischen Rechnungseingang ermöglichen. Entwickelt wurde ebInterface von einer Arbeitsgruppe des Vereins AustriaPro. Ab dem 5. November 2011 galt die ebInterface Version 4.0, ab dem 1. Jänner 2022 können E-Rechnungen nur mehr in den Formaten ebInterface-Versionen 4.3, 5.0 und 6.0, UBL und CII gelegt werden.
PEPPOL (Pan-European Public Procurement OnLine) ist eine international ausgearbeitete Lösung mit dem Ziel der Standardisierung grenzüberschreitender elektronisch unterstützter öffentlicher Beschaffungsverfahren (Public eProcurement) innerhalb der Europäischen Union.
Die österreichische Bundesverwaltung hat für die E-Rechnung an den Bund einen Zugang eingerichtet, der in der Lage ist, über die PEPPOL-Transport-Infrastruktur übermittelte e-Rechnungen anzunehmen und zur Bearbeitung weiterzuleiten. Die Teilnahme am PEPPOL-Netzwerk ist kostenpflichtig.

## Einbringungsmöglichkeiten

### Manuell durch Einlieferung per Webformular
Unternehmen, die sehr wenig Rechnungen an den Bund stellen und über keine Software verfügen, die ebInterface-Daten erzeugt, können ihre Rechnung auch mittels eines Webformulars erfassen und einreichen. Diese Möglichkeit bieten folgende Seiten an:
- Unternehmensserviceportal (USP). Voraussetzung für die Verwendung des Webformulars ist die Registrierung im USP. Diese kann entweder mit der Bürgerkarte oder mittels der Firmenkennung von FinanzOnline erfolgen.[2]
- (früher auch Postserver.at. Voraussetzung war die Anlage eines Useraccounts mit Username/Password)

### Manuell mittels Upload
Unternehmen, die bereits über eine Software verfügen, die valide Dokumente gemäß ebInterface erzeugt, können ihre Rechnung mittels XML-Upload im Unternehmensserviceportal (USP) einliefern. Eine komplette Liste von Herstellern, die ebInterface unterstützen, bietet die ebInterface-Website.

### Automatisch per Web-Service-Schnittstelle
Das Webservice ist vor allem für jene Unternehmen geeignet, die viele Rechnungen stellen. Es bietet den höchsten Automatisierungsgrad, da Rechnungen direkt aus der ERP-Software des Unternehmens an den Bund übermittelt werden können. Voraussetzung hierfür ist eine Schnittstelle, die entweder vom ERP Hersteller bereits schlüsselfertig mittels eines Softwareupdates mitgeliefert wird oder programmiert werden muss.
Zur Rechnung können auch maximal 200 Anlagen mit insgesamt maximal 15 MB übermittelt werden. Als Formate für Anlagen werden nur PNG, XLS, XLSX, XML und PDF akzeptiert.
Bei jeder eingelangten Rechnung wird vom System geprüft, ob sie bestimmte Kriterien erfüllt. Einige dieser Kriterien (z. B. Dateiformat, Pflichtfelder) werden sofort beim Upload geprüft. Im Fehlerfall erfolgt eine direkte Rückmeldung. Sollte der Upload erfolgreich sein, werden weitere Bedingungen überprüft und im Erfolgsfall ein Rechnungsnachweis im Format PDF per E-Mail zugesendet. Im Fehlerfall wird per E-Mail über die Ursachen informiert. Die Rechnung gilt in diesem Fall als nicht angenommen.